# 용두암

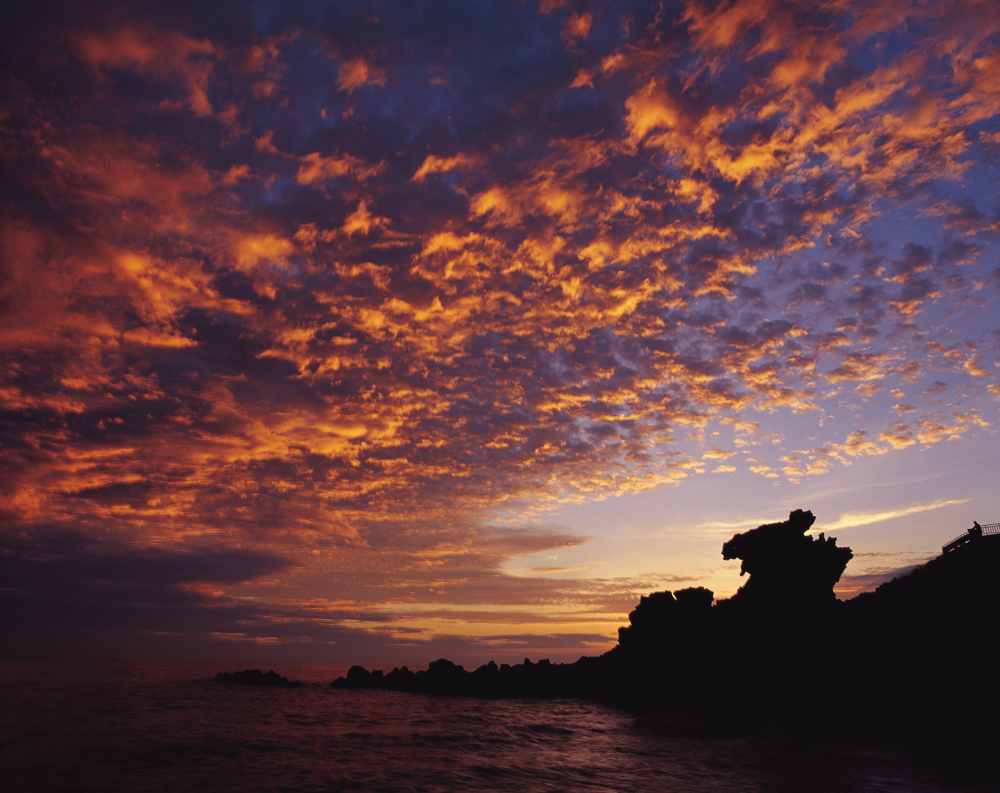
2011년 1월 저물 무렵 용두암

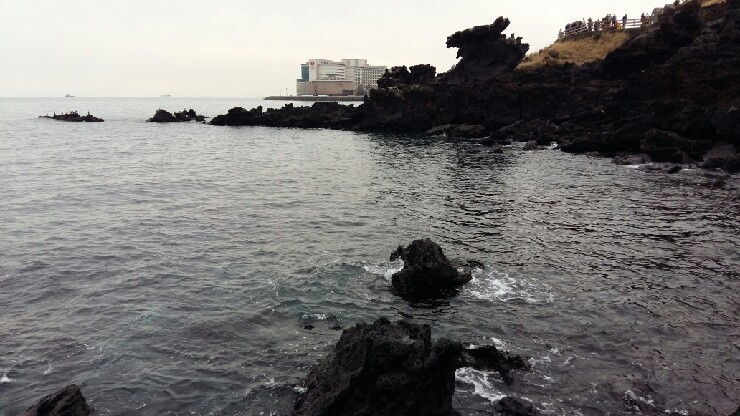
용두암

용두암(龍頭巖)은 제주특별자치도 제주시 용담동 용연 부근의 바닷가에 위치한 바위로, 높이는 10m이다. 바위 모습이 용머리와 비슷하여 용두암이라 불린다.
용두암 부근은 높은 절벽을 이루고 있고, 동쪽과 서쪽으로는 지형이 완만해지는 것으로 보아 두꺼운 용암이 흘렀을 것으로 추측된다.

## 전설
용두암과 관련하여 여러 가지 전설이 전해져 내려온다. 그중 가장 흔한 것이 다음과 같은 내용이다.
옛날 용궁에 살던 이무기 한마리가 하늘로 승천하고자 했으나 쉽지 않았다. 한라산 신령의 옥구슬을 가지면 승천할 수 있다는 것을 안 용은 한라산 신령의 옥구슬을 몰래 훔쳐 용현 계곡을 통해 무사히 몸을 숨겨 내려 왔으나 용현이 끝나는 바닷가에서 승천하려다 들키고 말았다. 승천을 하는 순간 대노한 한라산 신령의 화살을 맞고 바다에 떨어졌다. 용은 승천하지 못한 한과 고통으로 몸을 뒤틀며 울부짖는 모습으로 바위가 되었다.
또 다른 전설로는 용왕의 사자가 한라산에 불로장생의 약초를 캐러 왔다가 산신이 쏜 화살에 맞아서 죽었는데 그 시체가 물에 잠기다가 머리만 물 위에 뜨게 되었다는 내용의 전설도 전해져 내려온다.

## 사진

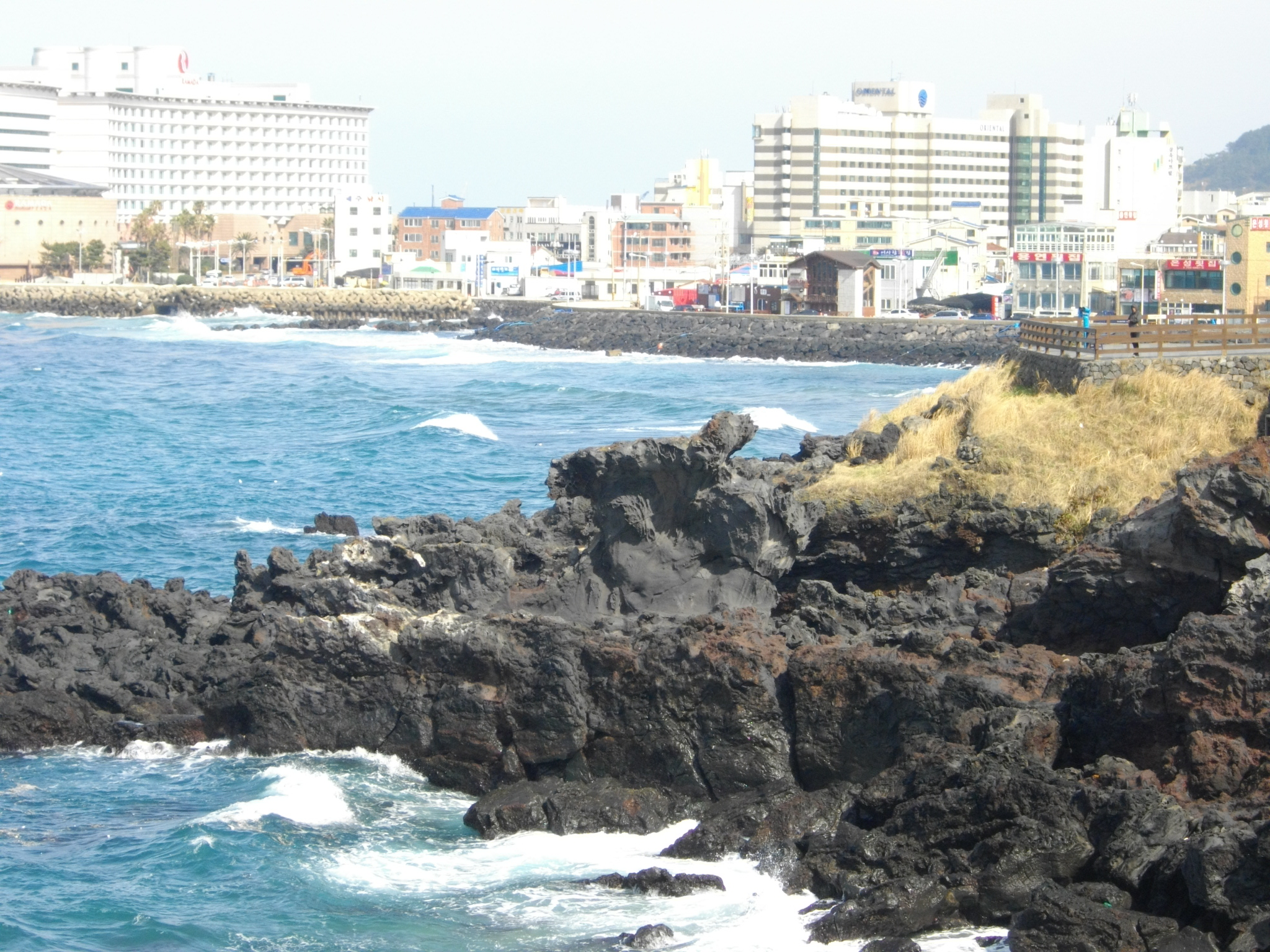
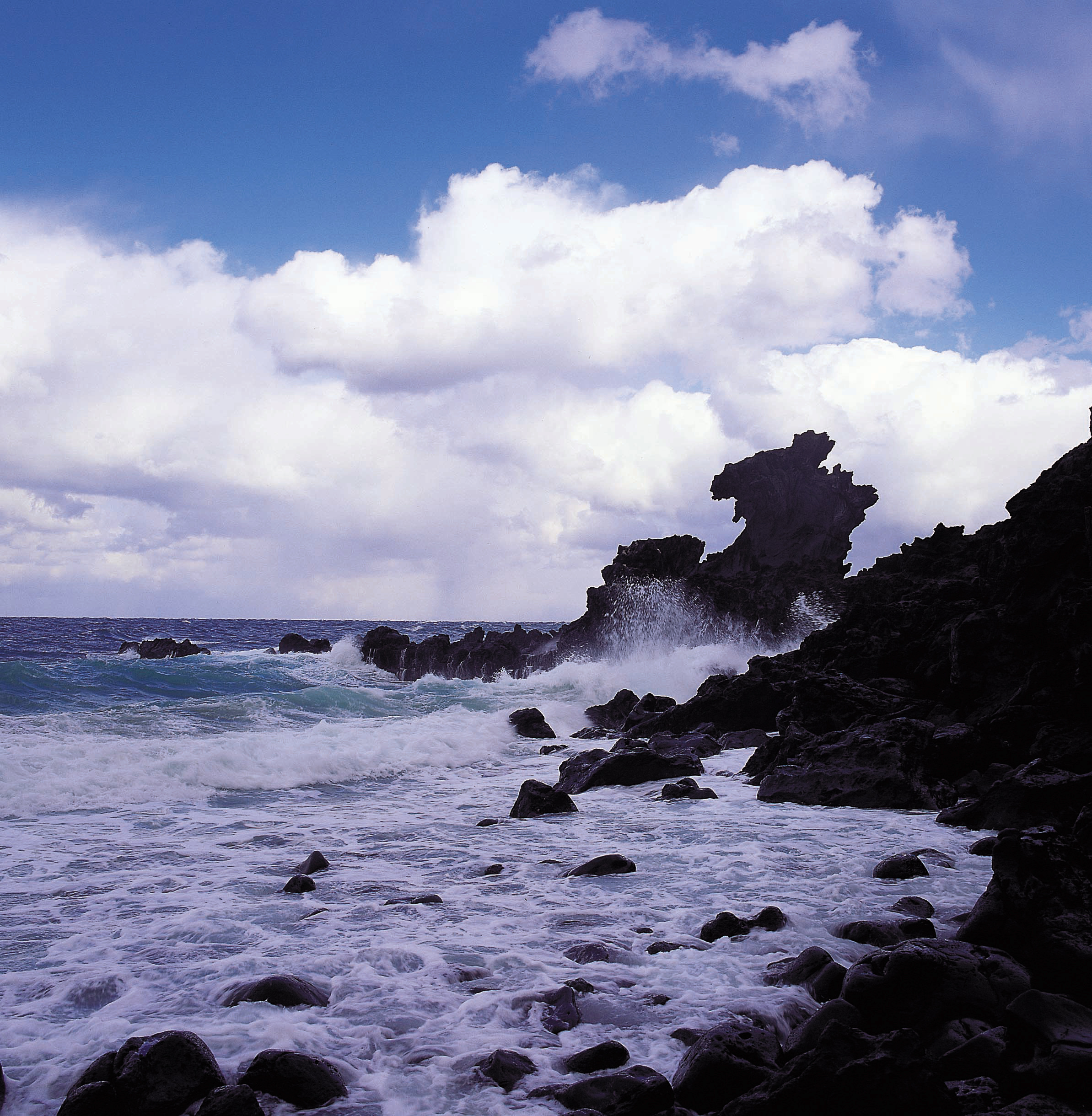